# エタゾレート
エタゾレート（Etazolate、SQ-20,009、EHT-0202）は、ピラゾロピリジン誘導体で、特異な薬理学的特性を有する抗不安薬である。バルビツール酸結合部位におけるGABAA受容体の陽性アロステリック調節因子 、A1およびA2サブタイプのアデノシン受容体拮抗薬、PDE4isoformに選択的なホスホジエステラーゼ阻害薬として作用する。現在、アルツハイマー病の治療薬として治験が行われている。